# Dietrich Brandis
Pour les articles homonymes, voir Brandis (homonymie).
Dietrich Brandis, né le 31 mars 1824 et mort le 28 mai 1907, est un botaniste et administrateur forestier germano-britannique qui a travaillé avec le Service forestier impérial britannique dans l'Inde coloniale pendant près de 30 ans.

## Jeunesse, éducation et famille
Membre de la famille patricienne Brandis (en), Dietrich Brandis nait à Bonn, en province de Rhénanie. Il est le fils de l'éminent philosophe Christian August Brandis (en), tuteur du jeune roi Othon de Grèce et professeur de philosophie à l'Université de Bonn. Son grand-père Joachim Dietrich Brandis (en) est médecin personnel de la reine Marie du Danemark et de Norvège et membre de l' Académie royale des sciences et des lettres du Danemark . 
Il étudie aux universités de Copenhague, Göttingen et Bonn, et en 1849, il prend un poste de maître de conférences en botanique à Bonn. Son intérêt pour la gestion forestière se fait initialement d'un point de vue botanique . 
En 1854, il épouse Rachel Marshman, fille du savant et missionnaire indien Joshua Marshman (en) et sœur de l'épouse du général Havelock. Son beau-frère, Havelock, est un ami de Lord Dalhousie, le gouverneur général de l'Inde, et c'est ce lien qui l'amène en Birmanie et éventuellement en Inde. Sa première femme meurt en Inde en 1862, et pendant un congé sabbatique de deux ans en Europe de 1865 à 1867, il rencontre et épouse Katharina Hassie, dix-huit ans sa cadette. Elle déménage en Inde avec lui et le couple a six enfants, dont certains atteignent pas l'âge adulte. 
Dietrich Brandis est le père du juge de la Cour suprême Bernhard Brandis (en) et le grand-père du microbiologiste Henning Brandis (en).

## Administrateur forestier en Inde britannique
Parmi d'autres ressources naturelles, le gouvernement britannique en Inde s'intéressait à l'utilisation des produits forestiers. L'abattage des arbres n'était pas réglementé et entre 1847 et 1850, le gouvernement britannique a commencé à se rendre compte que les forêts de l'Inde étaient en train de disparaître. En 1850, la British Association à Édimbourg a formé un comité pour étudier la destruction des forêts à la demande de Hugh Cleghorn (en). En 1855, Lord Dalhousie, le gouverneur général des Indes, publie le « Memorandum of the Government of India » basé sur des rapports soumis par John McClelland, alors surintendant des forêts en Birmanie, qui faisait alors partie de l'Inde britannique. 

### Birmanie
Brandis rejoint la fonction publique britannique en 1856 comme surintendant des forêts de teck de la division Pegou dans l'est de la Birmanie. En 1858, il devint chef de l'administration impériale des forêts de toute la Birmanie britannique. 
À cette époque, les forêts de teck birmanes sont contrôlées par des Karens, tribut militante. Il introduit le système taungya, dans lequel les villageois Karen fournissent la main-d'œuvre pour le défrichage, la plantation et le désherbage des plantations de teck. En retour, ils sont autorisés à planter des cultures pendant les premières années, entre les arbres. Au fur et à mesure que les arbres de teck poussent, les villageois sont déplacés vers de nouvelles terres et le processus se répète. À la suite de ce processus, de nombreux villageois sont devenus dépendants du service forestier de l'État, et la résistance locale à la prise de contrôle des forêts par l'État est devenue de plus en plus délicate. 
Sur la base de sa formation académique, Brandis s'est d'abord intéressé à la botanique. Son herbier et sa bibliothèque botanique, qu'il expédie de Calcutta à Rangoon, sont perdus lorsque le bateau qui le transporte chavire. Cette perte l'amène à passer de ses études botaniques à la foresterie. 
Le travail de Brandis vise à déterminer le cubage du bois de teck, le taux de croissance du teck, préciser le taux de récolte, élaborer les plans de protection des forêts contre les ravageurs et les incendies. Il introduit également des règles d'achat de bois, des règles de défrichement et crée des zones à teck gérées, appelées conservancies, administrées par des officiers nommés conservators. Par son expérience, il contribue à formuler l'Indian Forest Act de 1865. 

## Contribution à la gestion forestière en Inde
En 1864, Brandis devient inspecteur général des forêts en Inde, poste qu'il occupe pendant 20 ans. Il formule une nouvelle législation forestière et aide à créer des institutions de recherche et de formation. Il fonde l'Imperial Forest School (en) de Dehradun. Brandis est fait Companion of the Indian Empire en 1878, et il est devient Knight Commander du même ordre en 1887. 
Brandis a documenté les bois sacrés de Rajputana et Kans (forêts) de Mysore, les collines Garo et Khasia, qu'il a visitées en 1879, le Devarakadus de Coorg en 1868, les chaînes de collines du district de Salem dans la présidence de Madras en 1882, le Swami Shola sur les Yelagiris, le bosquet sacré de Pudur sur les Javadi Hills (en) et plusieurs forêts sacrées sur les Shevaroy Hills (en). Il a été parmi les premiers en Inde à lier formellement la protection des forêts aux populations locales. 
Il s'est également intéressé à la flore forestière du nord-ouest et du centre de l'Inde et des arbres indiens en général. Même après sa retraite, Brandis a continué à travailler sur la foresterie indienne, et à l'âge de 75 ans, il a commencé son principal travail botanique, Indian Trees, traitant de 4400 espèces. Il a été publié pour la première fois en 1906 et réédité plusieurs fois par la suite, la dernière fois en 1971. Il a été affecté à Balaghat en MP en tant que directeur de l'institut de formation forestière pendant une longue période de sa période de service.

## Retraite
Après avoir pris sa retraite du poste d'inspecteur général des forêts en Inde en 1883, il retourne à Bonn, mais visite fréquemment l'Angleterre les années suivantes. De 1900 à 1906, il vit de façon permanente à Kew dans le Grand Londres. Il supervise également la formation d'étudiants en foresterie au Royal Indian Engineering College (en) en Angleterre pendant huit ans (1888–1896). Son intérêt pour les affaires américaines l'amène à prendre un soin particulier des forestiers américains en visite en Europe, pour lequel il reçoit une lettre personnelle de remerciements du président Theodore Roosevelt en 1904. 
Peu de temps après son retour à Bonn à la fin de 1906, il est hospitalisé et meurt quelques mois plus tard, le 28 mai 1907. Il est enterré dans l'ancien cimetière de Bonn (de)

## Une influence plus large

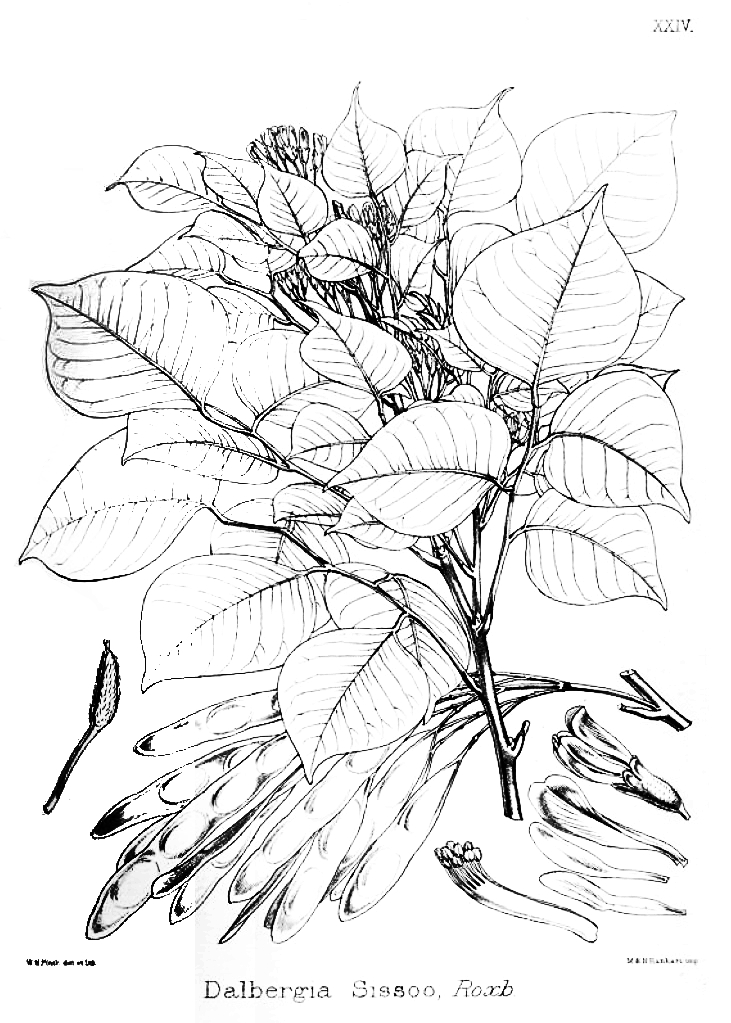
Dalbergia sissoo d' après " Illustrations de la flore forestière du nord-ouest et du centre de l'Inde "

Brandis a également participé à l'enseignement forestier en Angleterre à Coopers 'Hill (Royal Indian Engineering College (en)) . Il influence également et sert de mentor à beaucoup, comme Berthold Ribbentrop (en), Wilhelm Philipp Daniel Schlich (en) et Carl A. Schenck (en) en Allemagne (alors professeur invité à l'Université de Giessen) et Gifford Pinchot et Henry S. Graves (en)  (les premier et deuxième chefs du USDA Forest Service) aux États-Unis. [réf. nécessaire]
Il influence aussi le naturaliste belge Jean Houzeau de Lehaie.
Il influence le mouvement forestier aux États-Unis en encadrant Pinchot, Graves et d'autres qui sont venus étudier avec lui en Allemagne, et à travers sa correspondance volumineuse avec de nombreux autres hommes, tels que Charles Sprague Sargent et Franklin B. Hough (en) impliqués dans la création du U.S. national forest system. Pinchot s'est fortement appuyé sur les conseils de Brandis pour introduire une gestion forestière professionnelle aux États-Unis et une manière de structurer le service forestier en 1905. Son influence était si grande que le président Roosevelt lui a envoyé une photographie en 1896 avec l'inscription :
« To Sir Dietrich Brandis, in high appreciation of his services to forestry in the United States. From Theodore Roosevelt ».

## Honneurs
- Membre honoraire de la Royal Scottish Forestry Society (en), 1874
- Fellow of the Royal Society, 1875
- Companion de l'Ordre de l'Empire des Indes, 1878
- Knight Commander de l'Ordre de l'Empire des Indes, 1887
- Le titre de professeur honoraire décerné par le ministre prussien de l'agriculture et des forêts, 1893
- Docteur honoris causa de droit, Université d'Édimbourg, 1898
- Membre honoraire de la Society of American Foresters (en), 1904

## Héritage
De nombreuses espèces de plantes portent son nom : 
- Cananga brandisiana (en) (Pierre) Saff.
- Dendrocalamus brandisii (sv) (Munro) Kurz
- Diospyros brandisiana (sv) Kurz
- Ochlandra brandisii (sv) Gamble
- Macaranga brandisii (sv) King
- Millettia brandisiana (sv) Kurz
- Orophea brandisii (sv) Hook.f. Et Thomson
- Quercus brandisiana (sv) Kurz
- Ardisia brandisiana (sv) Kurz
- Iodes brandisii (sv) Kurz
- Ixora brandisiana (sv) Kurz
- Loranthus brandisanus (en) Kurz
- Le genre Brandisia (en) Hook.f. & Thomson porte également son nom.

### Sources
- « Obituary: Sir Dietrich Brandis, F. R. S », The Geographical Journal, vol. 30, no 1,‎ 1907, p. 97
- Rao, VS 1961. 100 ans de foresterie indienne . Souvenir. Institut de recherche forestière. Dehra Dun. version numérisée
- Herbert Hesmer (de). "Leben und Werk von Dietrich Brandis. Begründer der tropischen Forstwirtschaft, Förderer der forstlichen Entwicklung in den USA, Botaniker und Ökologe ". Résumés de la Rheinisch-Westfälische Akademie der Wissenschaften, Vol. 58. XXIII u. 476. Westdeutscher Verlag, Opladen, 1975.
- James G. Lewis. Le service forestier et le plus grand bien: une histoire centenaire . Durham, Caroline du Nord: Forest History Society, 2005.
- SS Negi. Sir Dietrich Brandis: père de la foresterie tropicale . Dehra Dun, Inde: Bishen Singh Mahendra Pal Singh, 1991.
- Weil, « Conservation, Exploitation, and Cultural Change in the Indian Forest Service, 1875-1927 », Environmental History, vol. 11, no 2,‎ 2006, p. 57 (lire en ligne)
- David Prain, rev. M. Rangarajan. "Brandis, Sir Dietrich (1824–1907)". Oxford Dictionary of National Biography (éd. En ligne). Presse d'université d'Oxford. doi : 10.1093 / réf: odnb / 32045 .
- Michael Mann (de): "Dietrich Brandis (1824-1907) - Botaniker und Begründer der tropischen Forstwissenschaften." dans: MIDA Archival Reflexicon (2018),  (ISSN 2628-5029), 1–6.